# Un zoo la nuit
Pour plus de détails, voir Fiche technique et Distribution.
Un zoo la nuit est un film québécois réalisé par Jean-Claude Lauzon, sorti en 1987.

## Synopsis
Marcel, ancien prisonnier, retrouve son père avec lequel il parviendra enfin à éprouver de l'affection et à communiquer. Il doit échapper à des policiers corrompus qui savent qu'il avait caché quelque part une importante somme d'argent et de la cocaïne pour la durée de son incarcération. 
Alors que le père est mourant, son fils lui organise une dernière partie de chasse. 
Un zoo la nuit montre l'humanité et l'amour, à travers la nuit et le désespoir.

## Fiche technique
- Titre : Un zoo la nuit
- Réalisation : Jean-Claude Lauzon
- Scénario : Jean-Claude Lauzon
- Production : Roger Frappier et Pierre Gendron
- Musique : Jean Corriveau
- Photographie : Guy Dufaux
- Montage : Michel Arcand
- Mixage : Hans Peter Strobl
- Pays d'origine : Canada
- Format : Couleurs - 1,85:1 - Dolby - 35 mm
- Genre : Drame
- Durée : 115 minutes
- Date de sortie : 1987 (festival de Cannes)

## Distribution
- Gilles Maheu : Marcel
- Roger Lebel : Albert
- Corrado Mastropasqua : Tony
- Lorne Brass : George
- Germain Houde : Charlie
- Jerry Snell : l'américain
- Lynne Adams : Julie
- Anna-Maria Giannotti : Angelica
- Nereo Lorenzi : Pepe
- Nicolas Clarizio : Ouvrier
- Vincent Ierfino : Ouvrier
- Amulette Garneau : Yvonne
- Luc Proulx : Cuisinier
- Jean-Pierre Saulnier : le garde à l'entrée
- Jean Pierre Bergeron : gardien de prison
- Gérard Gentes : Gardien de prison

## Récompenses et distinctions
- Prix du meilleur film, lors du Festival international de Flandres 1987.
- Prix du meilleur film canadien, lors du Festival des films du monde de Montréal 1987.
- Prix FIPRESCI, lors du Festival international du film de Toronto 1987.
- Grand Prix Hydro-Québec, lors du Festival du cinéma international en Abitibi-Témiscamingue 1987.
- 13 Prix Génie gagnés, 1988.